# Randy Livingston
Randy Anthony Livingston, (Nueva Orleans, Luisiana, 2 de abril de 1975) es un exjugador y entrenador de baloncesto estadounidense. Con 1.93 de estatura, su puesto natural en la cancha era el de base.
En la CBA firmó 8073 minutos, 1777 asistencias y 445 robos en 221 partidos.

## Estadísticas de su carrera en la NBA

### Temporada regular
| Año     | Equipo        | PJ  | PT | MPP  | %TC  | %3P  | %TL   | RPP | APP | ROB | TPP | PPP  |
| ------- | ------------- | --- | -- | ---- | ---- | ---- | ----- | --- | --- | --- | --- | ---- |
| 1996-97 | Houston       | 64  | 0  | 15.3 | .437 | .409 | .646  | 1.5 | 2.4 | .6  | .2  | 3.9  |
| 1997-98 | Atlanta       | 12  | 0  | 6.8  | .250 | –    | .800  | .5  | .4  | .6  | .2  | .8   |
| 1998-99 | Phoenix       | 1   | 0  | 22.0 | .625 | –    | 1.000 | 2.0 | 3.0 | 2.0 | .0  | 12.0 |
| 1999-00 | Phoenix       | 79  | 15 | 13.7 | .416 | .345 | .839  | 1.6 | 2.2 | .6  | .2  | 4.8  |
| 2000-01 | Golden State  | 2   | 0  | 3.5  | .000 | .000 | –     | .5  | .5  | .0  | .0  | .0   |
| 2001-02 | Seattle       | 13  | 0  | 13.5 | .278 | .125 | .909  | 1.9 | 2.0 | .7  | .2  | 3.2  |
| 2002-03 | New Orleans   | 2   | 0  | 6.0  | .500 | –    | 1.000 | .0  | .5  | .0  | .0  | 3.0  |
| 2003-04 | L.A. Clippers | 4   | 0  | 12.0 | .200 | .000 | .667  | 1.8 | 1.5 | .5  | .0  | 2.0  |
| 2004-05 | Utah          | 17  | 4  | 13.4 | .423 | .625 | .882  | .7  | 2.6 | .7  | .1  | 3.8  |
| 2005-06 | Chicago       | 5   | 0  | 4.4  | .000 | –    | –     | .8  | .2  | .2  | .0  | .0   |
| 2006-07 | Seattle       | 4   | 0  | 6.5  | .000 | –    | –     | .3  | 1.0 | .0  | .0  | .0   |
| Total   | Total         | 203 | 19 | 13.6 | .406 | .351 | .771  | 1.4 | 2.0 | .6  | .2  | 3.8  |

### Playoffs
| Año   | Equipo  | PJ | PT | MPP  | %TC  | %3P   | %TL   | RPP | APP | ROB | TPP | PPP |
| ----- | ------- | -- | -- | ---- | ---- | ----- | ----- | --- | --- | --- | --- | --- |
| 1997  | Houston | 2  | 0  | 7.5  | .250 | 1.000 | –     | .0  | 2.0 | .5  | .0  | 1.5 |
| 1999  | Phoenix | 3  | 0  | 8.0  | .400 | .000  | 1.000 | 2.3 | .7  | .3  | .0  | 5.3 |
| 2000  | Phoenix | 7  | 3  | 9.0  | .222 | .333  | –     | 1.0 | .6  | .6  | .1  | 2.0 |
| 2002  | Seattle | 5  | 0  | 16.0 | .412 | .333  | 1.000 | 1.2 | 2.0 | .4  | .0  | 4.0 |
| Total | Total   | 17 | 3  | 10.7 | .317 | .364  | 1.000 | 1.2 | 1.2 | .5  | .1  | 3.1 |